# چوئیونگسان
چوئیونگسان (به لاتین: Choejeongsan) یک کوه در کره جنوبی است که در دئگو واقع شده‌است. چوئیونگسان ۹۰۵ متر بالاتر از سطح دریا واقع شده‌است.